# Кипринский молочный завод
Кипринский молочный завод — предприятие пищевой промышленности в Барнауле. Расположено в Октябрьском районе города.
Завод образован в 2002 году на базе Барнаульского хлебокомбината №2. Это один из крупнейших производителей сыров и масла в Алтайском крае. Соучредитель «Союза сыроделов Алтайского края».

## Производственные мощности
Кипринский молочный завод является головным предприятием холдинга «Киприно», в который входят маслосырзаводы и сельскохозяйственные предприятия Змеиногорского, Солтонского, Третьяковского, Романовского и Крутихинского районов Алтайского края, а также сопутствующие производству филиалы — охрана и технологическая база по строительству и ремонту нестандартного оборудования.
в 2011 году предприятие запустило в эксплуатацию собственный завод по сушке и переработке сыворотки мощностью до 300 тонн в месяц.
На заводе работает более 200 человек.

## Продукция
Продукция предприятия  это масло под марками: «Сибирское», «Алтайское», «Городское», «Советское», а также сыры «Мастер», «Сливочный», «Сулугуни», «Швейцарский» и «Советский». Годовое производство превышает 1000 тонн.
Поставка продукции осуществляется во Владивосток, Хабаровск, Уссурийск, Новокузнецк, Новосибирск, Москву, Ханты-Мансийский автономный округ.

## Награды и достижения
В 2011 году по итогам выставки «Петерфуд-2011» Кипринский завод получил сертификаты по итогам номинации «Выбор сетей», кроме того дипломами победителей были отмечены сыр «Алтайский» и масло сливочное «Алтайское».
На международной выставке «Продэкспо-2012» компания «Киприно» получила диплом за «Лучший продукт» и золотую медаль за сыры «Алтайский», «Сливочный», «Швейцарский блочный». Ещё один продукт — масло сливочное «Алтайское» награждено бронзовой медалью.